# 44 Komenda Odcinka Ustroń
44 Komenda Odcinka Ustroń – zlikwidowany samodzielny pododdział Wojsk Ochrony Pogranicza pełniący służbę na granicy polsko-czechosłowackiej.

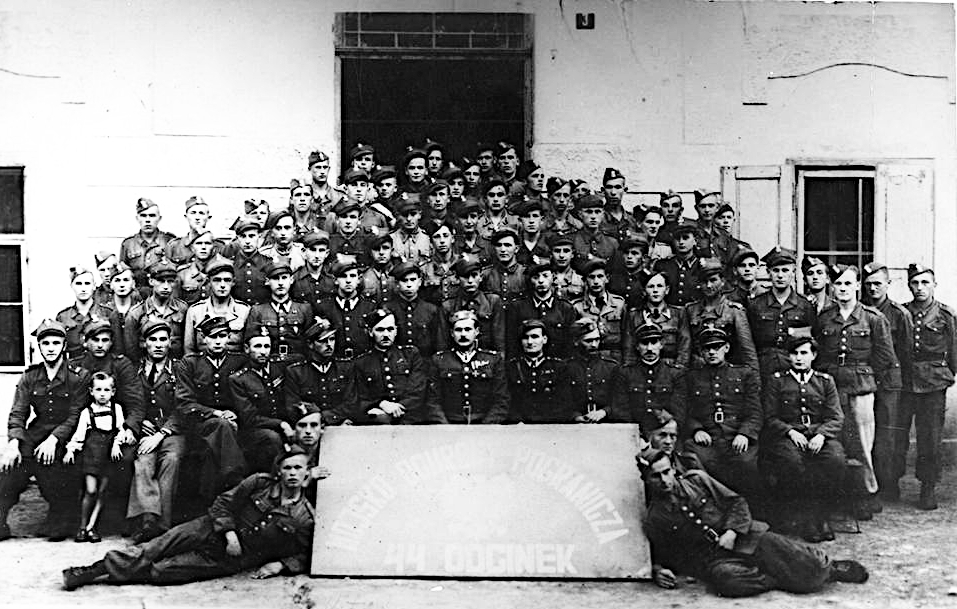
Kadra oficerska i żołnierze WOP – 44 Komenda Odcinka Ustroń (1947)

## Formowanie i zmiany organizacyjne
Pierwszą jednostką WP, której pododdziały objęły służbę na granicy w rejonie Beskidu Śląskiego był 48 Pułk Piechoty z 13 Dywizji Piechoty. Batalion pułku zakwaterował się w hotelu i dwóch sąsiednich budynkach w centrum Ustronia. 30 października 1945 dowódca pułku ppłk Zygmunt Semerga przekazał ochraniany odcinek granicy państwowej dla ppłk. Sujetina komendanta 44 Komendy Ochrony Pogranicza w Ustroniu.
44 Komenda Odcinka sformowana została w 1945 w strukturze 10 Oddziału Ochrony Pogranicza.
We wrześniu 1946 odcinek wszedł w skład Katowickiego Oddziału WOP nr 10 w Gliwicach.
24 kwietnia 1948, na bazie 44 Komendy Odcinka sformowano Samodzielny Batalion Ochrony Pogranicza nr 61.

## Struktura organizacyjna
Dyslokacja 44 Komendy Odcinka przedstawiała się następująco :
- komendantura odcinka i pododdziały sztabowe – Ustroń
- 200 strażnica WOP Koniaków
- 201 strażnica WOP Jasnowice
- 202 strażnica WOP Stożek
- 203 strażnica WOP Polana
- 204 strażnica WOP Punców.

## Ochrona granicy
W 1948 na odcinku uruchomiono 3 przejściowe punkty kontrolne małego ruchu granicznego (PPK MRG):
- Przejściowy Punkt Kontrolny MRG Jasnowice
- Przejściowy Punkt Kontrolny MRG Leszna Górna
- Przejściowy Punkt Kontrolny MRG Puńców.

## Komendanci odcinka
- ppłk Jan Sujetin (był 30.10.1945)[2]
- kpt. Michniewicz (był 13.04.1947)[6].